# 北山住部
北山住部，又稱末多利部、上施羅、鬱多羅施羅，佛教部派之一，屬大眾部傳承，由制多山部分支而成，因居住制多山之北，故稱北山住部。宗義大多與制多山部相同。

## 概論
《異部宗輪論》記載，因為大天五事的紛爭，造成北山住部與西山住部由制多山部中分支出來
。在南傳佛教文獻，未記載北山住部；藏傳佛教中，只有藏譯《異部宗輪論》中提到北山住部。
印順法師認為，《部執異論》中提到的北山住部可能就是南傳《論事》提到的北道派。但兩者梵文名稱不同，此說難以確認。